# Lijst van burgemeesters van Mierlo
Dit is een lijst van burgemeesters van de voormalige Nederlandse gemeente Mierlo in de provincie Noord-Brabant. Deze gemeente is in 1810 ingesteld en in 2004 opgeheven bij de oprichting van de gemeente Geldrop-Mierlo.
| Ambtsperiode                      | Naam burgemeester                   | Partij of stroming | Bijzonderheden                                                             |
| --------------------------------- | ----------------------------------- | ------------------ | -------------------------------------------------------------------------- |
| 1810 - 7 april 1841               | Franciscus Ververs                  |                    |                                                                            |
| 1841 - 1863                       | Joannes Theodorus Keunen            |                    |                                                                            |
| 8 mei 1863 - 1 april 1910         | Michael Norbertus Panken            |                    | Zoon van Joannes Antonius Panken, oud-burgemeester van Duizel en Steensel. |
| 7 juni 1910 - 1944                | Johannes Cornelis Josephus Verheugt |                    |                                                                            |
| 1944                              | J.L.A. Stevens                      |                    | Waarnemend                                                                 |
| oktober 1944 - 1947               | Mr. Frans (F.L.M.) Hoebens          | KVP, onafhankelijk | Waarnemend. Aansluitend burgemeester van Wouw                              |
| 1947 - 1953                       | A.H. Termeer                        |                    | Voorheen burgemeester van Wouw                                             |
| 1953 - 1966                       | Jan Krol                            | KVP                |                                                                            |
| 1 januari 1968 - 1 september 1976 | Bert van Kuik                       | KVP                | tot 16 juli 1968 waarnemend, eerder al loco-burgemeester                   |
| 1977 - 1986                       | Jo (J.H.) van Lokven                | KVP / CDA          | 10e vrouwelijke burgemeester van Nederland                                 |
| 18 april 1986 - 1995              | Jan (J.P.) Berkhout                 | CDA                |                                                                            |
| 1995 - 31 december 2003           | Nellie (P.H.M.) Jacobs-Aarts        | CDA                | Van 1995 t/m 1998 waarnemend                                               |